# Pouzols-Minervois
Pouzols-Minervois – miejscowość i gmina we Francji, w regionie Oksytania, w departamencie Aude.
Według danych na rok 1990 gminę zamieszkiwało 338 osób, a gęstość zaludnienia wynosiła 33 osoby/km² (wśród 1545 gmin Langwedocji-Roussillon Pouzols-Minervois plasuje się na 602. miejscu pod względem liczby ludności, natomiast pod względem powierzchni na miejscu 744.).

## Zabytki
Zabytki w miejscowości posiadające status Monument historique:
- kościół Saint-Saturnin (Église Saint-Saturnin)